# Caryl & Marilyn: Real Friends
Caryl & Marilyn: Real Friends est une émission de télévision américaine, de type talk-show, diffusée sur le réseau de télévision américain ABC du 10 juin 1996 au 30 mai 1997. Produite par Viacom Productions, l'émission était animée par Marilyn Kentz et Caryl Kristensen, plus connue pour avoir créé ensemble le duo comique The Mommies (en) dans les années 1990.
Le programme, qui n'a pas atteint les scores d'audience espérés, est annulé peu avant son premier anniversaire, et remplacé par l'émission The View.